# Franceville

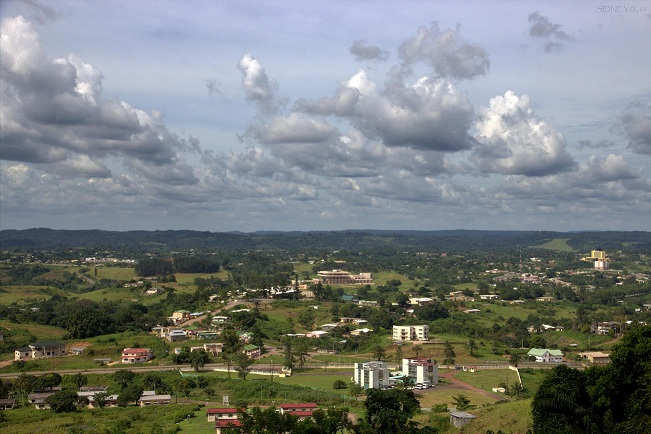
Franceville

Franceville of Masuku is een stad (milieu urbain, ville) en gemeente (commune) in Gabon en is de hoofdplaats van de provincie Haut-Ogooué.
Masuku telt 110.000 inwoners.
Het dorp Masuku werd in 1880 hernoemd tot Franceville door Pierre Savorgnan de Brazza, die daar voormalige slaven liet wonen.
De stad heeft een vliegveld (20 kilometer buiten de stad) en daarnaast een treinverbinding (Trans-Gabon spoorweg) naar de hoofdstad Libreville aan de kust. De snelweg (N3) vanuit de hoofdstad eindigt hier. Het heuvelachtige landschap bestaat uit tropische savanne met bomen en de stad ligt aan de rivier Mpassa.
De voormalige president Omar Bongo werd hier geboren en begraven en voor hem staat in de stad een groot standbeeld. Ook het presidentiële vakantieverblijf is hier. Vandaar dat de infrastructuur in deze stad redelijk op orde is en de stad veel geasfalteerde wegen kent. De stroomvoorziening komt van de nabijgelegen hydro-elektrische centrale in de Poubara watervallen.
De ruim opgezette stad heeft verder een aantal hotels, golfbaan, voetbalstadion, een cementfabriek, een universiteit en een medisch instituut voor mensapen.

## Wijken
- Centre
- Mamadou
- St-Hilaire
- La Corniche